# Albert Girard
Albert Girard (Saint-Mihiel, Meuse, 1595 - Leiden, 8 december 1632) was een in Lotharingen geboren wiskundige en ingenieur. Hij kwam uit Frankrijk, maar moest daar vluchten. Hij woonde van ongeveer zijn zestiende tot zijn dood in Holland, toen het machtigste gewest van de Republiek der Zeven Verenigde Nederlanden.

## Leven
Albert Girard kwam als religieuze vluchteling, hij was Calvinist, met zijn familie naar Holland. Hij woonde in 1613 in Amsterdam in de Hallen-wijk en trouwde er op 12 april 1614 met Suzanne des Nouettes (1596, ook bekend als Suzanne de Noethes, des Monettes, des Mouettes of de Nouet) in de Waalse kerk in Amsterdam. Om zijn familie bij te staan verdiende hij wat geld door luit te spelen. Op 5 februari 1615 liet hij zijn zoon Daniel, de eerste in een lange rij, in Amsterdam dopen. Datzelfde jaar kwam Girard in contact met zijn leeftijdgenoot Jacobus Golius, met wie hij al snel in correspondentie raakte, in 1616. Zij wisselden enige wiskundige problemen uit.
Hij studeerde vanaf april 1617 wiskunde aan de Universiteit van Leiden en werkte ook tijdens zijn studietijd soms als luitspeler. Hij had contact met sommige Nederlandse wiskundigen en was bevriend met Snellius.
Waarschijnlijk nadat hij zijn werk over goniometrie had gepubliceerd, werkte hij vanaf 1626 tot zijn dood zes jaar later als ingenieur in het Staatse leger van stadhouder, prins Frederik Hendrik van Oranje. Gassendi schrijft in zijn correspondentie dat hij in 1629 met Girard heeft gegeten in het legerkamp dat 's-Hertogenbosch belegerde. Girard was geïnteresseerd in de militaire toepassingen van de wiskunde en bestudeerde in het bijzonder vestingwerken. Hij vertaalde diverse werken  op dit terrein van het Frans in het Nederlands, in 1627 onder andere een werk van Samuel Marolais, opgedragen aan Frederik Hendrik en andersom, een werk uit 1625 van Henricus Hondius.
Hij stierf in het jaar van de veldtocht langs de Maas. Het is niet bekend of hier een causaal verband is, maar dit is zeker niet onwaarschijnlijk, gezien het grote aantal belegeringen dat in zijn sterfjaar in Limburg is uitgevoerd. Gezien zijn expertise zou Girard, indien hij toen nog in leven was, hier zeker een vooraanstaande rol in hebben gespeeld. Dat hij volgens Korteweg, in een rede uit 1894, onder behoeftige omstandigheden zou zijn gestorven pleit hier echter tegen. Op zijn grafsteen stond dat hij ingenieur was, zodat hij waarschijnlijk in of kort na actieve dienst is overleden. Na zijn dood zette zijn vrouw de uitgave van de door Girard vertaalde werken van Simon Stevin voort. Zij bleef achter met elf kinderen.

## Werken
Albert Girard werkte op het gebied van de algebra, goniometrie, meetkunde en rekenkunde.
In de algebra had hij eerste gedachten over wat later de hoofdstelling van de algebra is gaan heten. In 1625 vertaalde hij (een deel van) het werk van Simon Stevin in het Frans, hij droeg dat op aan prins Maurits van Oranje). Verder staat hij bekend als de eerste persoon die de definitie van de Fibonaccigetallen heeft opgesteld: {\displaystyle f_{n+2}=f_{n+1}+f_{n}}, voor {\displaystyle n>1}. In 1629 zou hij de haakjes in de algebra hebben geïntroduceerd. Volgens Ivan M. Niven was Girard in 1632 de eerste die de stelling van Fermat over de som van twee kwadraten heeft bedacht. Die zegt dat elk priemgetal van de vorm 1 mod 4 op maar één manier de som van twee kwadraten kan zijn. 
Girard publiceerde in 1626 een verhandeling over de goniometrie, waarin de afkortingen sin, cos en tan voorkomen. Onduidelijk is of hij de eerste is geweest die deze notatie heeft gebruikt. Mogelijk was de Engelsman William Oughtred eerder. Op zijn minst was hij echter de eerste die deze afkortingen op het Europese vasteland gebruikte.
Girard toonde ook aan dat de oppervlakte van een sferische driehoek afhangt van zijn inwendige hoeken. Dit resultaat staat bekend als de stelling van Girard.
Volgens Charles Hutton, zoals deze in 1930 werd geciteerd door Funkhouser, zou Girard  
..de eerste persoon zijn geweest die de algemene regel begreep hoe de coëfficiënten van de machten worden gevormd uit de som van de wortels en hun producten. Hij was de eerste die de regels ontdekte voor het optellen van de machten van wortels voor een willekeurige vergelijking.
Funkhouser plaatst in zijn artikel het werk van Girard in de geschiedenis van de studie van vergelijkingen, waarbij gebruik wordt gemaakt van de elementaire symmetrische polynomen. In zijn werk over de theorie van de vergelijkingen, wordt Girard geciteerd door Lagrange. Pas veel later, in de 19de eeuw, werd dit werk voortgezet, door Cauchy, Galois en anderen.

## Publicaties
- 1625 - L'Arithmétique de Simon Stevin de Bruges: Reueuë, corrigée et augmentée de plusieurs traictez et annotations par Albert Girard. door Simon Stevin
- 1627 - Tables des sinvs, tangentes & secantes, selon le raid de 100000 parties.: Avec la trigonometrie tant plane que spheriq, contenant succinctement plusieurs operations non veu"es auparavant, & ornée de quelques autres tables necessaires a la practique.: Le tout reveu, corrigé, & augmenté d'une appendice à la fin, par l'Autheur mesme ...door Albert Girard
- 1627 - Fortification ou Architectvre militaire tant offensive que deffensive door Samuel Marolois; Albert Girard; E de D; W D
- 1628 - Opera mathematica; ou, Oeuvres mathematiqves traictans de geometrie, persepctive, architectvre, et fortification door Samuel Marolois; Albert Girard
- 1629 - Tabulae sinuum, tangentium, et secantium ad radium 100000: Met een nieuwe beschrijvinghe van de Trigonometrie ... door Albert Girard
- 1629 - Tables des sinus, tangentes, et secantes selon le raid de 100000 parties. Avec la trigonométrie tant plane que sphérique d'une méthode plus succincte, et d'une manière plus facile que jamais auparavant ... door Albert Girard
- 1629 - Geometrie, ofte, Meet-const, inhoudende het nootsakelijck gebruyck dienstigh tot de fortificatie door Samuel Marolois; Albert Girard
- 1629 - Tabulæ sinuum, tangentium, et secantium, ad rdium 100.000. Met een nieuwe beschrijvinghe van de trigonometrie ...: Eerst in 't fransche ghecomponeert, ende nu in 't duytsche overghesettet. Alles door Albert Girard, mathemat.
- 1629 - Invention nouvelle en l'algebre, par Albert Girard mathematicien. ...door Albert Girard; Willem Janszoon Blaeu
- 1631 - The art of fortification, or architecture militaire as vvell offensiue as defensiue, compiled & set forth, by Samuell Marolois revievved, augmented and corrected by Albert Girard mathematician: & translated out of French into English by Henry Hexam. door Samuel Marolois; Albert Girard; Henry Hexham
- 1633 - Samvelis Marolois ... Mathematicvm opvs absolvtissimvm: continens geometriae, fortificationis, architecturæ, & perspectivae theoreticae ac practicae regulas, demonstrationes, & figuras perfectissimas. door Samuel Marolois; Albert Girard
- 1634 - Les œuvres mathematiques de Simon Stevin de Bruges. Ou sont inserées les memoires mathematiques, esquelles s'est exercé le tres-haut & tres-illustre prince Maurice de Nassau ...door Simon Stevin;  Maurits, prince of Orange stadholder of the Netherlands; Albert Girard; Diophantus, of Alexandria.
- 1638 - Opera mathematica, ou, Oeuvres mathematiques traictans de geometrie, perspective, architecture, et fortification door Samuel Marolois; Albert Girard
- 1644 - Samvelis Marolois mathematicorum sui seculi facilè principis Artis muniendi, sive, Fortificationis door Samuel Marolois; Albert Girard
- 1651 - Samuelis Marolois ... Mathematicum opus absolutissimum: continens geometriae, fortificationis, architecturæ, & perspectivae theoreticae ac practicae regulas, demonstrationes, & figuras perfectissimas door Samuel Marolois; Albert Girard
- Opera mathematica ofte Wis-konstige wercken: handelende vande geometrie, perspective, architecture, et fortificatie door Samuel Marolois; Albert Girard; Jan Vredman; E de D; W D
- Quatriesme volume, traitant de l'art pondéraire, ou, De la statique door Simon Stevin; Albert Girard
- 1662 - Samuel Marolais door Girard verbeterd en uitgebreid: Opera Mathematica ou Oeuvres Mathematiques traictans De Geometrie, Perspective, Architecture, et Fortification, Amsterdam, 1662,  Duitse vertaling
- 1672 - Geometrie ofte meetkonst. Inhoudende het nootsakelyck dienstigh tot de fortificatie, door Samuel Marolois; Albert Girard

## Websites
- (en)  Biografie op MacTutor
- (en)  Galileo project - Biografie
- (de)  Opera Mathematica ou Oeuvres Mathematiques traictans De Geometrie, Perspective, Architecture, et Fortification. Amsterdam 1662, Online uitgave van de historische Duitse vertaling in de Sächsischen Landesbibliothek - Staats- und Universitätsbibliothek Dresden
- WorldCat lijst van publicaties